# 푸저우 항공
푸저우 항공(중국어: 福州航空, 영어: Fuzhou Airlines)은 중화인민공화국의 항공사이며, 허브공항은 푸저우 창러 국제공항이다.

## 역사
2014년 2월 12일에 HNA 그룹과 푸저우시 인민 정부의 합작 회사로 설립되었으며 2014년 10월 17일에 중국민용항공총국으로부터 항공 운송 사업 허가를 받았다. 2014년 10월 30일에 첫 비행을 달성했다.

## 보유 기종
- 2019년 8월 기준으로 푸저우 항공은 다음과 같은 기종을 보유하고 있다.